# Som en familie
Som en familie er en kortfilm fra 2007 instrueret af Parminder Singh efter eget manuskript.

## Handling
Den fraskilte Sami står til daglig i sit pizzeria, men har en drøm om at åbne en familierestaurant sammen med sin bror Halim. For Sami er restauranten den eneste vej op af den sociale rangstige. Han har ikke Halims boglige evner og kan ikke engang hjælpe sin 6-årige datter med lektierne. Men da Halim kommer ind på sin drømmeuddannelse i Paris, står Sami i sit livs dilemma. Skal han lade Halim forfølge sin drøm og dermed opgive sin egen? Eller skal han tvinge broderen til at opgive sin uddannelse?